# Cherrueix
Cherrueix [ʃɛʁɥɛ] (bretonisch Kerruer) ist ein Dorf und eine Gemeinde mit 1106 Einwohnern (Stand 1. Januar 2022) im französischen Département Ille-et-Vilaine in der Region Bretagne. Die Gemeinde gehört zum Arrondissement Saint-Malo und zum Kanton Dol-de-Bretagne.

## Geographie
Die Gemeinde liegt rund 20 Kilometer östlich von Saint-Malo am Südufer der Baie du Mont-Saint-Michel, einer Bucht des Ärmelkanals. An der südwestlichen Gemeindegrenze verläuft der Fluss Banche.

### Nachbargemeinden
Umgeben ist Cherrueix von den Nachbargemeinden Saint-Broladre im Osten, Baguer-Pican im Süden, Mont-Dol im Südwesten und Le Vivier-sur-Mer im Westen.

## Bevölkerungsentwicklung
| Jahr      | 1968 | 1975 | 1982 | 1990 | 1999 | 2006 | 2017 |
| Einwohner | 997  | 1030 | 1016 | 983  | 955  | 1125 | 1110 |

## Gemeindepartnerschaften
- Reichelsheim (Odenwald), Deutschland

## Sehenswürdigkeiten
- Moulin de la Colimassière, Windmühle aus dem 19. Jahrhundert (Monument historique[2])
- Moulin de la Saline, Windmühle aus dem 19. Jahrhundert (Monument historique[3])

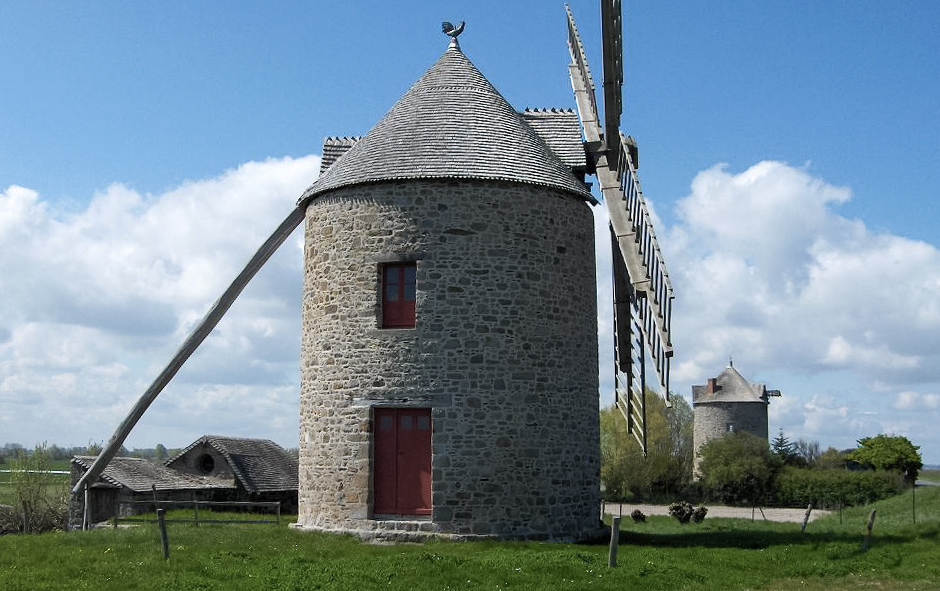
Windmühlen an der Route de la Saline